# No Time to Bleed
Albums de Suicide Silence
The Cleansing
(2007) The Black Crown
(2011)
No Time To Bleed est le second album studio du groupe de Deathcore américain Suicide Silence. L'album est sorti le 30 juin 2009 sous le label Century Media Records.
Cet album est également paru sous de nombreuses éditions limitées, on peut en dénombrer cinq en tout, en comptant l'édition non limitée. Parmi celles-ci, il y a l'Exclusive Hot Topic Edition, l'iTunes edition, l'edition vinyle, et la Maximum Bloodshed Edition.
Une vidéo musicale a été tournée pour le titre Wake Up, qui est disponible sur leur page myspace officielle depuis le 1er juin 2009.
L'album a débuté à la 32e place du classement Billboard 200, en se vendant à plus de 14 000 exemplaires dès la semaine de sa sortie.

## Thèmes des paroles
Par rapport à leur album précédent, The Cleansing, cet album est beaucoup plus personnel. En effet, les paroles de l'album précédent parlaient plutôt de torture et de destruction, celui-ci aborde des thèmes plus centrés sur la politique et la religion.
Le titre ...And Then She Bled est un enregistrement d'un appel du numéro d'urgence 911. L'appel a été lancé le 18 février 2009 par une femme nommée Sandy Herold, parce que son amie Charla Nash avait été attaquée par son animal domestique, Travis, un chimpanzé de 91 kilos Voir l'article en anglais sur Daily News. Le titre est donc l'enregistrement de l'appel plus les membres du groupe jouant leur musique par-dessus.

## Personnel
Suicide Silence
- Mitch Lucker – chant
- Chris Garza – guitare rythmique
- Mark Heylmun – guitare lead
- Dan Kenny – basse
- Alex Lopez – batterie

Production
- Produit par Machine
- Mixé par Machine et WIll Putney
- Édité par Will Putney et Jayson Dezuzio
- Enregistré par David Zamora
- Pochette par Colin Marks
- Design du booklet par Sons of Nero

## Liste des morceaux
1. Wake Up - 3:48
2. Lifted - 4:08
3. Smoke - 3:08
4. Something Invisible - 2:57
5. No Time to Bleed - 2:22
6. Suffer - 3:55
7. ...and Then She Bled - 4:00
8. Wasted - 3:13
9. Your Creations - 3:59
10. Genocide - 2:17
11. Disengage - 4:04
12. Misleading Milligrams (Maximum Bloodshed Edition bonus tracks) - 4:18
13. Them Bones (Alice in Chains cover) (iTunes edition bonus tracks) - 2:27